# Myron van Brederode
Myron van Brederode (6 luglio 2003) è un calciatore olandese, attaccante dell'AZ Alkmaar.

## Carriera

### Club
Cresciuto nel settore giovanile dell'AZ Alkmaar, ha esordito in prima squadra il 15 maggio 2022, in occasione dell'incontro di Eredivisie perso 1-3 contro l'RKC Waalwijk.

### Nazionale
Ha giocato nelle nazionali giovanili olandesi Under-16, Under-17, Under-19, Under-20 ed Under-21.

## Statistiche

### Presenze e reti nei club
Statistiche aggiornate al 1º settembre 2022.
| Stagione        | Squadra         | Campionato      | Campionato | Campionato | Coppe nazionali | Coppe nazionali | Coppe nazionali | Coppe continentali | Coppe continentali | Coppe continentali | Altre coppe | Altre coppe | Altre coppe | Totale | Totale |
| Stagione        | Squadra         | Comp            | Pres       | Reti       | Comp            | Pres            | Reti            | Comp               | Pres               | Reti               | Comp        | Pres        | Reti        | Pres   | Reti   |
| --------------- | --------------- | --------------- | ---------- | ---------- | --------------- | --------------- | --------------- | ------------------ | ------------------ | ------------------ | ----------- | ----------- | ----------- | ------ | ------ |
| 2021-2022       | AZ Alkmaar      | ED              | 1          | 0          | CO              | -               | -               | UECL               | -                  | -                  |             | -           | -           | 1      | 0      |
| 2022-2023       | AZ Alkmaar      | ED              | 22         | 3          | CO              | 1               | 0               | UECL               | 16                 | 1                  |             | -           | -           | 39     | 4      |
| Totale carriera | Totale carriera | Totale carriera | 23         | 3          |                 | 1               | 0               |                    | 16                 | 1                  |             | -           | -           | 40     | 4      |